# جایزه سینمایی ام‌تی‌وی برای بهترین ترانه فیلم
جایزه سینمایی ام‌تی‌وی برای بهترین ترانهٔ فیلم جایزه‌ای می‌باشد که به خواننده‌ها یا گروه‌های موسیقی برای اجرای برجسته در یک فیلم اعطا می‌شود. اولین بار این جایزه به برایان آدامز برای ترانهٔ «(هرچه می‌کنم) به‌خاطر تو می‌کنم» از فیلم رابین هود: شاهزاده دزدها داده‌شد. برای آخرین بار در سال ۱۹۹۹ این جایزه اعطا شد و پس از آن نامش به بهترین سکونس موسیقی تغییرنام داده‌شد. نامزدها به صورت کلی توسط ام‌تی‌وی انتخاب شده و توسط عموم به رأی گذاشته می‌شود. در سال ۲۰۰۹ دوباره به عنوان بهترین موسیقی معرفی شد. اریک کلپتون تاکنون ۳ بار نامزد دریافت این جایزه شده و هنرمندان دیگری همچون سلین دیون، مدونا، بروس اسپرینگستین و استینگ تاکنون ۲ بار نامزد شده‌اند.

## بهترین ترانهٔ فیلم
| سال  | ترانه                          | هنرمند            | فیلم                        | نامزدان دیگر | منبع   |
| ---- | ------------------------------ | ----------------- | --------------------------- | --- | ------ |
| ۱۹۹۲ | "(هرچه می‌کنم) به‌خاطر تو می‌کنم" | برایان آدامز      | رابین هود: شاهزادهٔ دزدان    | - گانز ان رزز – "می‌تونی مال من باشی" (نابودگر ۲: روز داوری) | [ ۳ ]  |
| ۱۹۹۳ | "من همیشه عاشقت خواهم بود"     | ویتنی هیوستون     | محافظ شخصی (فیلم ۱۹۹۲)      | - آلیس این چینز – "مایلی؟" (مجردها (فیلم ۱۹۹۲)) | [ ۴ ]  |
| ۱۹۹۴ | "آیا آنجا خواهی بود"           | مایکل جکسون       | ویلی آزاد                   | - سلین دیون و Clive Griffin – "When I Fall in Love" (بی‌خواب در سیاتل) | [ ۵ ]  |
| ۱۹۹۵ | "Big Empty"                    | استون تمپل پایلتس | کلاغ (فیلم ۱۹۹۴)            | - Warren G و نیت داگ – "Regulate" (Above the Rim) | [ ۶ ]  |
| ۱۹۹۶ | "Sittin' Up In My Room"        | برندی نروود       | Waiting to Exhale           | - ویتنی هیوستون – "Exhale (Shoop Shoop)" (Waiting to Exhale) | [ ۷ ]  |
| ۱۹۹۷ | "Machinehead"                  | Bush              | ترس (فیلم ۱۹۹۶)             | - مدونا – "آرژانتین برای من گریه نکن" (اویتا (فیلم)) | [ ۸ ]  |
| ۱۹۹۸ | "Men In Black"                 | ویل اسمیت         | مردان سیاه‌پوش (فیلم ۱۹۹۷)   | - بک هانسن – "Deadweight" (یک زندگی کمتر معمولی) | [ ۹ ]  |
| ۱۹۹۹ | "I Don't Want To Miss A Thing" | اروسمیث           | آرماگدون (فیلم ۱۹۹۸)        | - جی-زی، جا رول و Amil – "Can I Get A..." (ساعت شلوغی (فیلم ۱۹۹۸)) | [ ۱۰ ] |
| ۲۰۰۹ | "صعود (آهنگ)'"                 | مایلی سایرس       | هانا مونتانا (فیلم)         | - پری‌مور – "Decode" (گرگ و میش (فیلم ۲۰۰۸)) | [ ۱۱ ] |
| ۲۰۱۲ | "سرود پارتی راک"               | ال‌ام‌اف‌ای‌او        | خیابان جامپ شماره ۲۱ (فیلم) | - College و Electric Youth – "A Real Hero" (راندن) - کمیکال برادرز – "The Devil Is in the Details" (هانا (فیلم ۲۰۱۱)) - Figurine – " IMpossible " (دیوانه‌وار (فیلم ۲۰۱۱)) - کید کادی – "Pursuit of Happiness (Steven Aoki remix)" (پروژه ایکس (فیلم ۲۰۱۲)) | [ ۱۲ ] |

## بهترین ترکیب موسیقی
| سال  | ترانه                     | هنرمند                                            | فیلم                                  | نامزدان دیگر | منبع   |
| ---- | ------------------------- | ------------------------------------------------- | ------------------------------------- | --- | ------ |
| ۲۰۰۰ | "Uncle F**ka"             | مت استون و تری پارکر                              | ساوت پارک: گنده‌تر، درازتر و کوتاه‌نشده | - هیث لجر – "Can't Take My Eyes Off You" (۱۰ چیز درباره تو که من ازشان متنفرم) - مایک مایرز و ورن ترویر – "فقط دو نفر از ما" (آستین پاورز: جاسوسی که مرا تکان داد) - مت دیمون، جود لا و رزاریو فیورلو – "Tu Vuo' Fa L'Americano" (آقای ریپلی بااستعداد (فیلم))                                                                                   | [ ۱۳ ] |
| ۲۰۰۱ | "هر طور شده"              | پیپر پرابو                                        | کایوت آگلی                            | - جک بلک – "Let's Get It On" (وفاداری بزرگ (فیلم)) - جرج کلونی، تیم بلیک نلسون و جان تورتورو – "Man of Constant Sorrow" (ای برادر، کجایی؟) - برکین میر، شان ویلیام اسکات، پائولو کوستانزو و دی‌جی کوالز – "I Wanna Rock" (سفر جاده‌ای (فیلم)) - پاتریک فوگیت، کیت هادسون، بیلی کروداپ، جیسون لی (بازیگر) و آنا پاکوین – "رقاص کوچک" (تقریباً مشهور) | [ ۱۴ ] |
| ۲۰۰۲ | "Elephant Love Medley"    | نیکول کیدمن و ایوان مک‌گرگور                       | مولن روژ!                             | - هیث لجر و شانین سوسامون – "Golden Years" (داستان یک شوالیه) - کریس تاکر – "تا به اندازه کافی گیرت نیومده بس نکن" (ساعت شلوغی ۲) - نیکول کیدمن – "الماس‌ها بهترین دوست یک دختر هستند" (مولن روژ!) | [ ۱۵ ] |
| ۲۰۰۵ | "Canned Heat"             | جون هدر                                           | ناپلئون دینامیت                       | - جنیفر گارنر و مارک روفالو – "تریلر (ترانه)" (رفتن از ۱۳ به ۳۰) - ویل فرل، پل راد، استیو کارل، و دیوید کوچنر – "Afternoon Delight" (گوینده: افسانه ران برگندی) - جان چو و کل پن – "Hold On" (هارولد و کومار به وایت کستل می‌روند) | [ ۱۶ ] |
| ۲۰۱۴ | "هر کسی (برگشت بک‌استریت)" | بک‌استریت بویز، جی باروشل، ست روگن و کریگ رابینسون | این پایان کار است                     | - جنیفر لارنس – "Live و Let Die" (حقه‌بازی آمریکایی) - لئوناردو دی‌کاپریو – "Pretty Thing" (گرگ وال استریت (فیلم ۲۰۱۳)) - ملیسا مک‌کارتی – "I'm Gonna Be (500 Miles)", "Milkshake" و "Barracuda" (دزد هویت) - ویل پولتر – "Waterfalls" (ما میلرها هستیم)                                                                                            | [ ۱۷ ] |